# Coris cuvieri
Coris cuvieri е вид бодлоперка от семейство Labridae. Видът не е застрашен от изчезване.

## Разпространение и местообитание
Разпространен е в Британска индоокеанска територия, Джибути, Египет, Еритрея, Йемен, Израел, Индия, Индонезия, Йордания, Кения, Кокосови острови, Коморски острови, Мавриций, Мадагаскар, Майот, Малдиви, Мианмар, Мозамбик, Оман, Реюнион, Саудитска Арабия, Сейшели, Сомалия, Судан, Тайланд, Танзания, Шри Ланка и Южна Африка.
Обитава океани, морета, лагуни и рифове. Среща се на дълбочина от 0,8 до 11 m, при температура на водата от 27,1 до 28,8 °C и соленост 32,3 – 35,1 ‰.

## Описание
На дължина достигат до 38 cm.